# Krywlany
Krywlany – część miasta Białystok w Polsce położona w województwie podlaskim, w powiecie Białystok, są administracyjnie przyporządkowane do osiedla Dojlidy.
W latach 1975–1998 miejscowość należała administracyjnie do województwa białostockiego. 
Dawniej wieś.

## Historia
Krywlany były jedną z najstarszych wsi w okolicy. Pierwsza wzmianka pochodzi z 29 marca 1533 r. Nazwa wsi pojawiła się w akcie rozgraniczenia Horodzińskich, Klepacz, Koryckiego i Sapiehy. Następnie w 1571 hetman wielki litewski Hrehory Chodkiewicz nadał włókę ziemi i dziesięcinę we wsi Krywlany dojlidzkiemu duchownemu.
Kolejna wzmianka zachowała się z roku 1819. Arendarz karczmy w Olmontach, pow. białostocki, został oskarżony o gwałtowne zepchnięcie ze skrzyni ciężarnej żony H. Chaimowicza, szynkarza karczmy we wsi Krywlany.
W 1922 ten teren kupił książę Jerzy Lubomirski i w Krywlanach założył folwark.
W latach trzydziestych XX wieku grunty wykupił Skarb Państwa, ludność wsi i folwarku wysiedlono, a na tym terenie zbudowano lotnisko Białystok-Krywlany.